# Khön Könchog Gyelpo
| Tibetische Bezeichnung                           |
| ------------------------------------------------ |
| Tibetische Schrift: འཁོན་དཀོན་མཆོག་རྒྱལ་པོ་            |
| Wylie-Transliteration: 'khon dkon mchog rgyal po |

Khön Könchog Gyelpo (* 1034; † 1102) gilt aufgrund der Gründung des Klosters Sakya „Graue Erde“ im Jahr 1073 als Gründer der Sakya-Tradition des tibetischen Buddhismus. Khön Könchog Gyelpo wurde posthum zum ersten Sakya Thridzin (Thronhalter der Sakya).
| Khön Könchog Gyelpo (Alternativbezeichnungen des Lemmas) |
| --- |
| Gongque Jiebo, Gongque Qiebao, 贡却结保, Könchog Gyelpo, dkon mchog rgyal po, Kun Gongque Jiabo, 昆•贡却嘉波, Khön Könchog Gyelpo, 'khon dkon mchog rgyal po, Gongque Jiebo 贡却杰波; Gönchog Gyelpo |

| Personendaten    | Personendaten                                          |
| ---------------- | ------------------------------------------------------ |
| NAME             | Khön Könchog Gyelpo                                    |
| KURZBESCHREIBUNG | Gründer der Sakya-Tradition des tibetischen Buddhismus |
| GEBURTSDATUM     | 1034                                                   |
| STERBEDATUM      | 1102                                                   |